# Aluminerie Alouette
Pour les articles homonymes, voir Alouette.
Inaugurée en 1992, Aluminerie Alouette est une entreprise indépendante de production d’aluminium située à Pointe-Noire près de Sept-Îles, sur la Côte-Nord, au Québec (Canada). Avec près de 830 employés et une capacité de production annuelle de 600 000 tonnes d’aluminium de première fusion, elle est le plus important employeur de Sept-Îles et la plus importante aluminerie des Amériques.

## Histoire
Aluminerie Alouette est une entreprise indépendante (consortium). Elle est la propriété de cinq actionnaires, soient AMAG Austria Metall AG (Autriche, 20 %), Hydro Aluminium (Norvège, 20 %), Investissement Québec (Canada, 6,67 %), Marubeni Metals & Minerals (Japon, 13,33 %) et Rio Tinto Alcan (Canada, 40 %).
Aluminerie Alouette s’est réalisée en deux phases. La phase 1, démarrée en 1992, comptait 560 employés et 264 cuves d'électrolyse permettant une production annuelle de 245 000 tonnes d’aluminium. La phase 2 fut démarrée en 2005, avec l'ajout de 330 cuves. L'entreprise a aujourd'hui une capacité de production de 630 000 tonnes d'aluminium de première fusion annuellement, ce qui fait d'Alouette la plus importante aluminerie des Amériques en termes de production. 
Aluminerie Alouette possède les certifications ISO 9001 en qualité, ISO 14001 en environnement, ISO 17025 en analyse environnementale et OHSAS 18001 en santé-sécurité. Elle est également certifiée Entreprise en santé - Élite.

## Prix
Aluminerie Alouette a remporté différents prix au fil des ans :
- Aluminium Smelter Excellence : American Metal Market (2012)
- Grands Prix santé et sécurité du travail régionaux : Commission de la santé et de la sécurité du travail (2009-2010)
- Grand Prix québécois de la qualité : Mouvement québécois de la qualité (2009)
- Prix Énergia : Association québécoise pour la maîtrise de l’énergie (2008)
- Prix du Saint-Laurent : Société de développement
économique du Saint-Laurent (2007). Grâce à la mise en service de nouvelles installations, Aluminerie Alouette a augmenté considérablement sa production d'aluminium, passant de 245 000 à plus de 550 000 tonnes en 2006; cette croissance l’a amenée à implanter un projet de transport maritime à courte distance pour l'acheminement de ses marchandises, l'autoroute bleue, qui a un impact remarquable sur les plans économique et environnemental.
- Mercuriades : Fédération des chambres de commerce du Québec (2001-2005-2008)